# 磁河

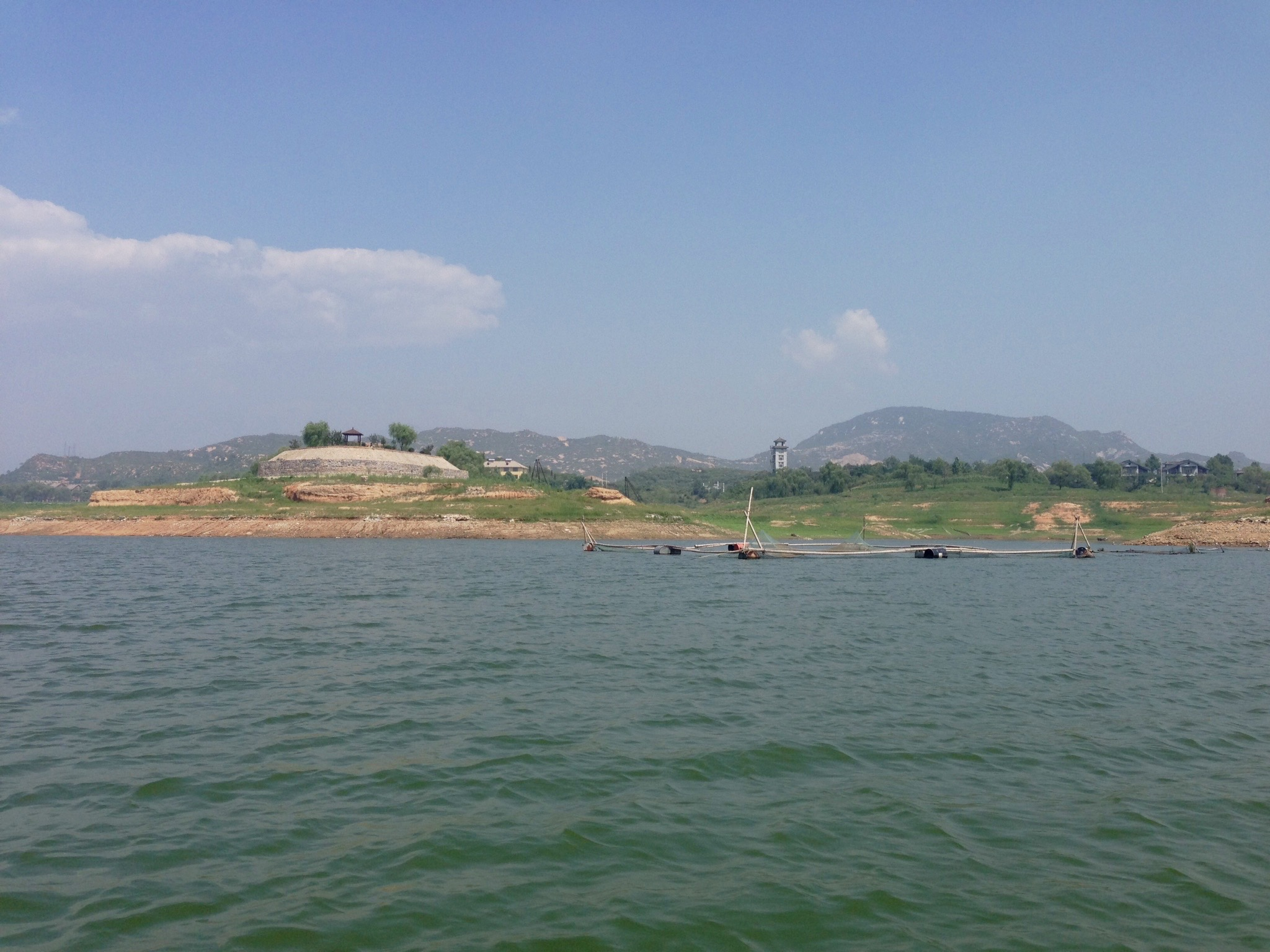
磁河干流上游的横山岭水库

磁河，位于中华人民共和国河北省中部，是潴龙河右岸支流，发源于灵寿县西北五岳寨北麓，蜿蜒向东南流经灵寿县东部、行唐县西南部，干流过行唐县安香乡常香村后又称木刀沟，以下河段为1801年洪水泛滥时改道木刀沟的河道，为宽500～1000米的宽浅沙质河床，纵坡平缓。磁河木刀沟河段继续向东南，流经正定县北部、新乐市南部、石家庄市藁城区西北部、无极县北部，在无极县县城转东北流，经深泽县北部、定州市子位镇东内堡村等地，于深泽县白庄乡段庄村东北复入磁河故道，继续向东北流，至安国市伍仁桥镇军诜村汇入潴龙河。河长179千米，流域面积2100平方千米，河道平均纵坡9.5‰。上游建成横山岭等大中型水库后，河道时常断流，成为季节性河流。